# Just a Little Lovin'
Just a Little Lovin' è il decimo album in studio di Shelby Lynne, pubblicato negli Stati Uniti e in Canada il 29 gennaio 2008. L'album è un tributo alla cantante britannica Dusty Springfield e include copertine di nove canzoni (da lei rese popolari), inoltre Pretend, una canzone originale scritta da Lynne. Contrariamente alle versioni originalii remake di Lynne presentavano arrangiamenti di privilegiando chitarre acustiche e pianoforti piuttosto che una sezione di archi o corni.
L'album ha ottenuto una nomination al premio nella categoria Best Engineered Non Classical Album per il 51º Grammy Awards, riconoscendo il lavoro dell'ingegnere dell'album Al Schmitt. Just a Little Lovin 'ha perso contro l'eventuale vincitore, Consolers of the Lonely, interpretato da The Raconteurs.

## Tracce
1. Just a Little Lovin' – 5:19
2. Anyone Who Had a Heart – 3:13
3. You Don't Have to Say You Love Me – 4:11
4. I Only Want to Be with You – 3:50
5. The Look of Love – 3:21
6. Breakfast in Bed – 3:21
7. Willie and Laura Mae Jones – 4:08
8. I Don't Want to Hear It Anymore – 4:37
9. Pretend – 3:06
10. How Can I Be Sure – 3:37